# Ludányhalászi
Ludányhalászi là một thị trấn thuộc hạt Nógrád, Hungary. Thị trấn này có diện tích 21,2 km², dân số năm 2010 là 1582 người, mật độ 75 người/km².